# Bekassinen

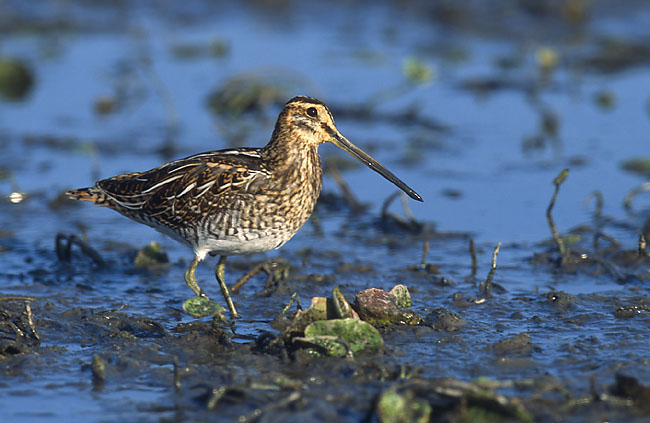
Bekassine

Die Bekassinen oder Sumpfschnepfen (Gallinago) sind eine Gattung aus der Familie der Schnepfenvögel (Scolopacidae). Die meisten Arten sind sich sehr ähnlich, mit einem sehr langen, schlanken Schnabel und bräunlich gemustertem Gefieder, das eine gute Tarnung bietet. Sie leben meist gut versteckt in relativ dicht bewachsenen Lebensräumen und fallen zur Brutzeit vor allem in der Morgen- und Abenddämmerung durch ihre Balzflüge auf, bei denen mittels der äußeren Schwanzfedern eigentümliche Laute erzeugt werden. Sie ernähren sich vorwiegend von Wirbellosen und ertasten und ergreifen ihre Beutetiere mittels stochernder Bewegungen im Boden oder in feinem Schlamm.
Fossile Skelett- bzw. Knochenreste von einigen noch unbeschriebenen Arten der Gattung Gallinago, die der Doppelschnepfe sehr ähnlich sind, wurden in Ablagerungen (ca. 5 mya) aus dem späten Miozän oder dem frühen Pliozän in Lee Creek Mine/USA ausgegraben.

## Beschreibung
Die Vertreter der Gattung Gallinago sind mittelgroße Schnepfenvögel mit einem über 50 mm langen Sondierschnabel, der an der Spitze etwas abgeflacht und mit zahlreichen Herbstschen Körperchen versehen ist. Die Augen sitzen relativ hoch am Schädel, jedoch nicht so hoch wie bei den Waldschnepfen. Die Ohröffnung befindet sich sehr weit vorn am Schädel, direkt unter dem Auge. Aufgrund des eigentümlichen Schädelbaus ist das Hirn nach hinten und unten umgestülpt, so dass die Basis nach oben ausgerichtet ist.
Die Beine sind im Vergleich zu anderen Schnepfenvögeln relativ kurz, jedoch länger als die der Waldschnepfen. Der Tibiotarsus ist recht kurz und im unteren Teil unbefiedert, der Tarsometatarsus auf der Rückseite mit Hornplatten bedeckt. Die Hinterzehe mit Kralle ist gut entwickelt. Spannhäute zwischen den Zehen fehlen. Die Flügel sind relativ schlank und schmal. Der Schwanz ist abgerundet und die Anzahl der Steuerfedern im Unterschied zu anderen Limikolenarten erhöht auf 14–18. Die äußeren sind recht schmal und versteift. Sie dienen der Klangerzeugung beim Balzflug und können durch starke Muskeln seitlich in den Wind gedreht werden. Eine Ausnahme bildet die Doppelschnepfe (G. media), die keine Flugbalz aufweist. Die größte Anzahl von Steuerfedern besitzt mit 26–28 die Spießbekassine (G. stenura). Die äußeren sind bei dieser Art stiftförmig schmal.
Das Gefieder der Bekassinen ist oberseits überwiegend bräunlich dunkel gemustert mit dazu kontrastierenden hellen, meist gelblich beigen Längsstreifen auf Kopf und Rücken, die die Form des Vogels in unübersichtlichen, von trockenen Halmen durchsetzten Grasbeständen optimal auflösen (Somatolyse). Die Differenzierung der Gefiedermerkmale ist innerhalb der Gattung sehr gering. Mit Ausnahme von vier südamerikanischen Arten, deren Aussehen und Lebensweise teils eher den Waldschnepfen ähnelt und die daher auch von einigen Autoren als „aberrant“ beschrieben werden, sind sich alle Arten sehr ähnlich und einige im Feld nicht voneinander zu unterscheiden. Wichtigstes Unterscheidungsmerkmal bildet die Ausprägung der Steuerfedern, die sich auch bei sehr ähnlichen Arten deutlich unterscheiden. Weitere Differenzierungsmerkmale sind die Unterflügeldecken, die Gesichtszeichnung und die Ausdehnung der Bänderung auf Flanken und Bauch.

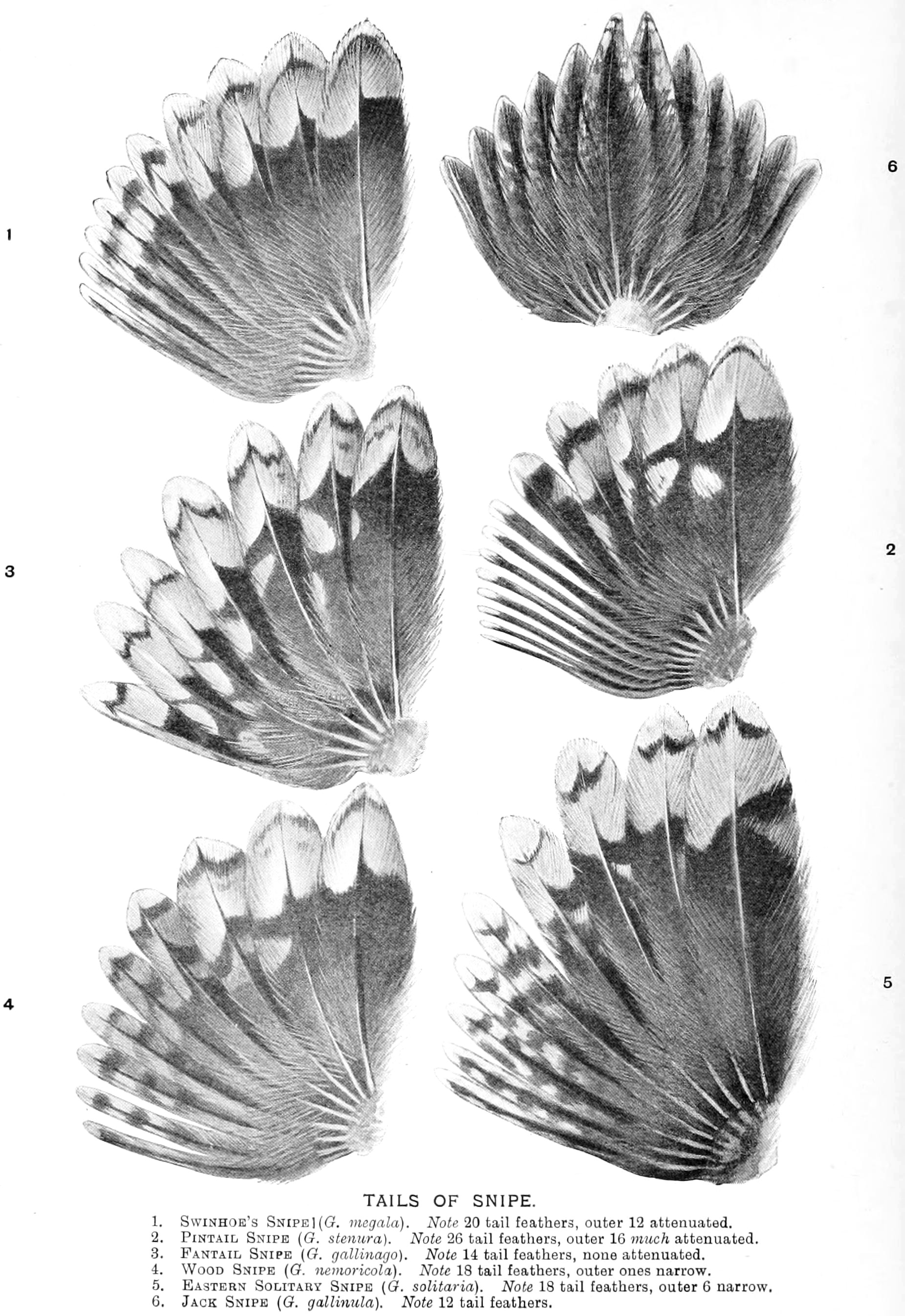
Steuerfedern verschiedener Bekassinenarten – ein wichtiges Artbestimmungsmerkmal
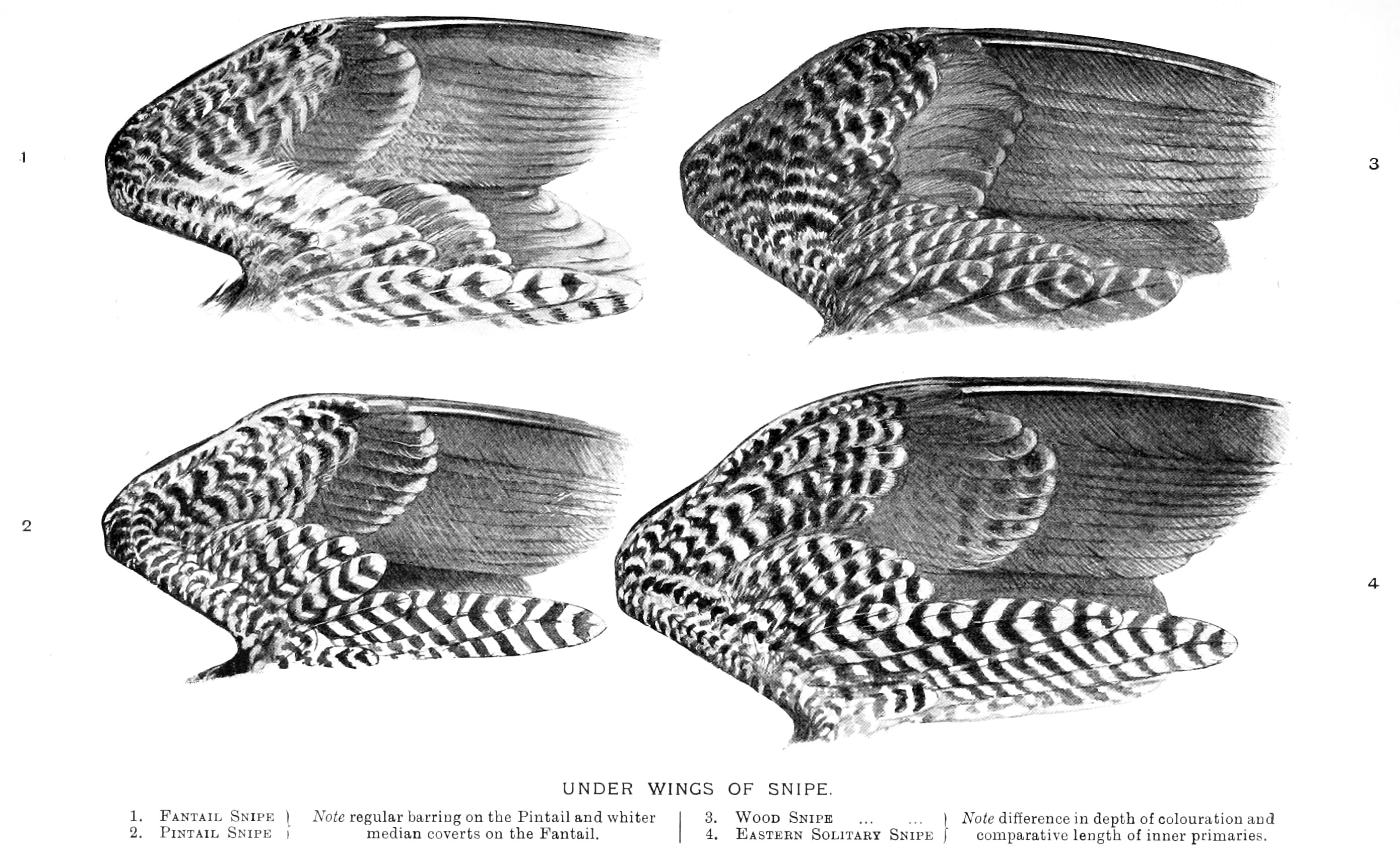
Die Bänderung der Unterflügel bietet eine weitere Möglichkeit zur Differenzierung
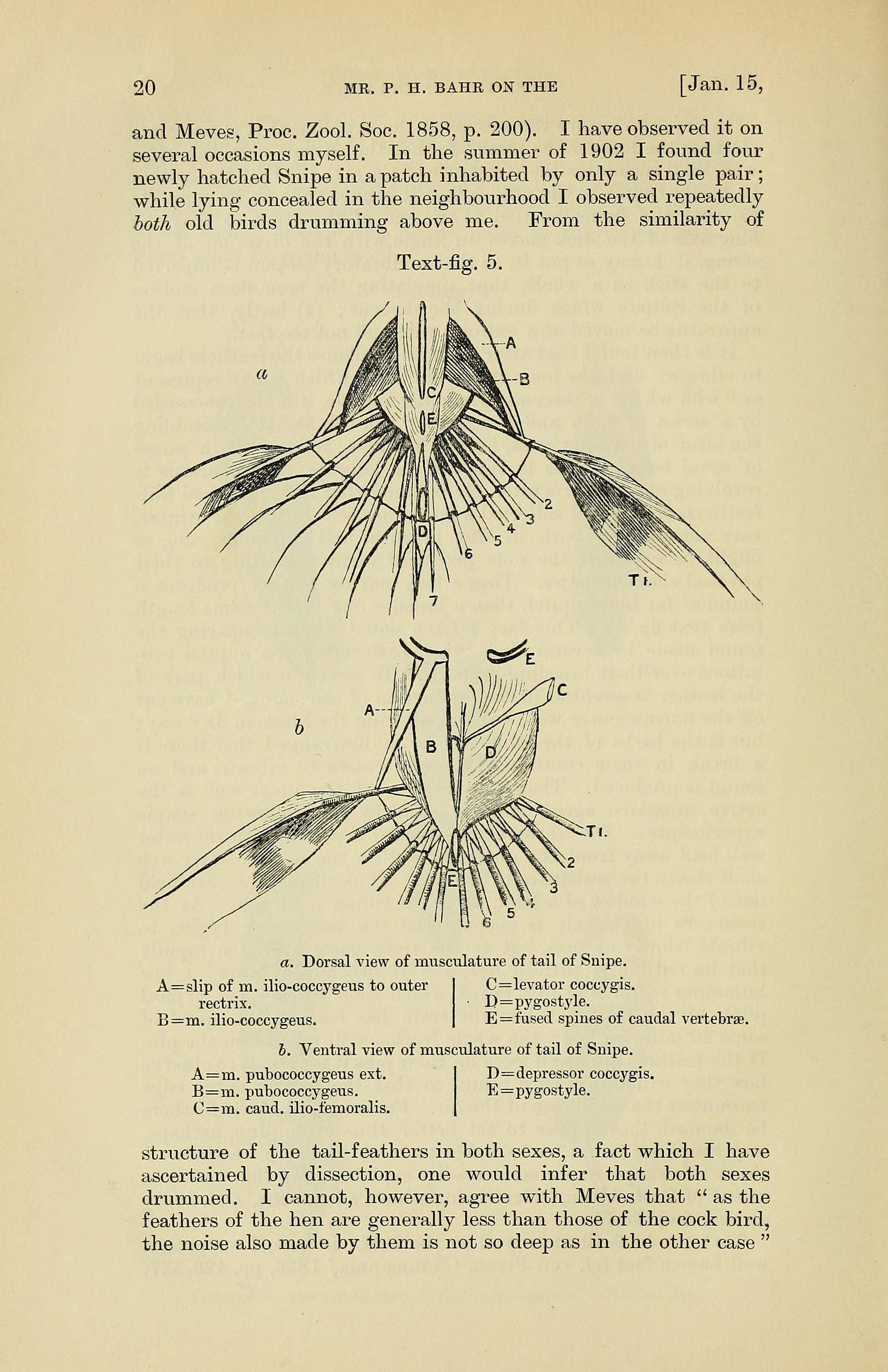
Mittels kräftiger Muskulatur können die äußeren Steuerfedern abgespreizt werden
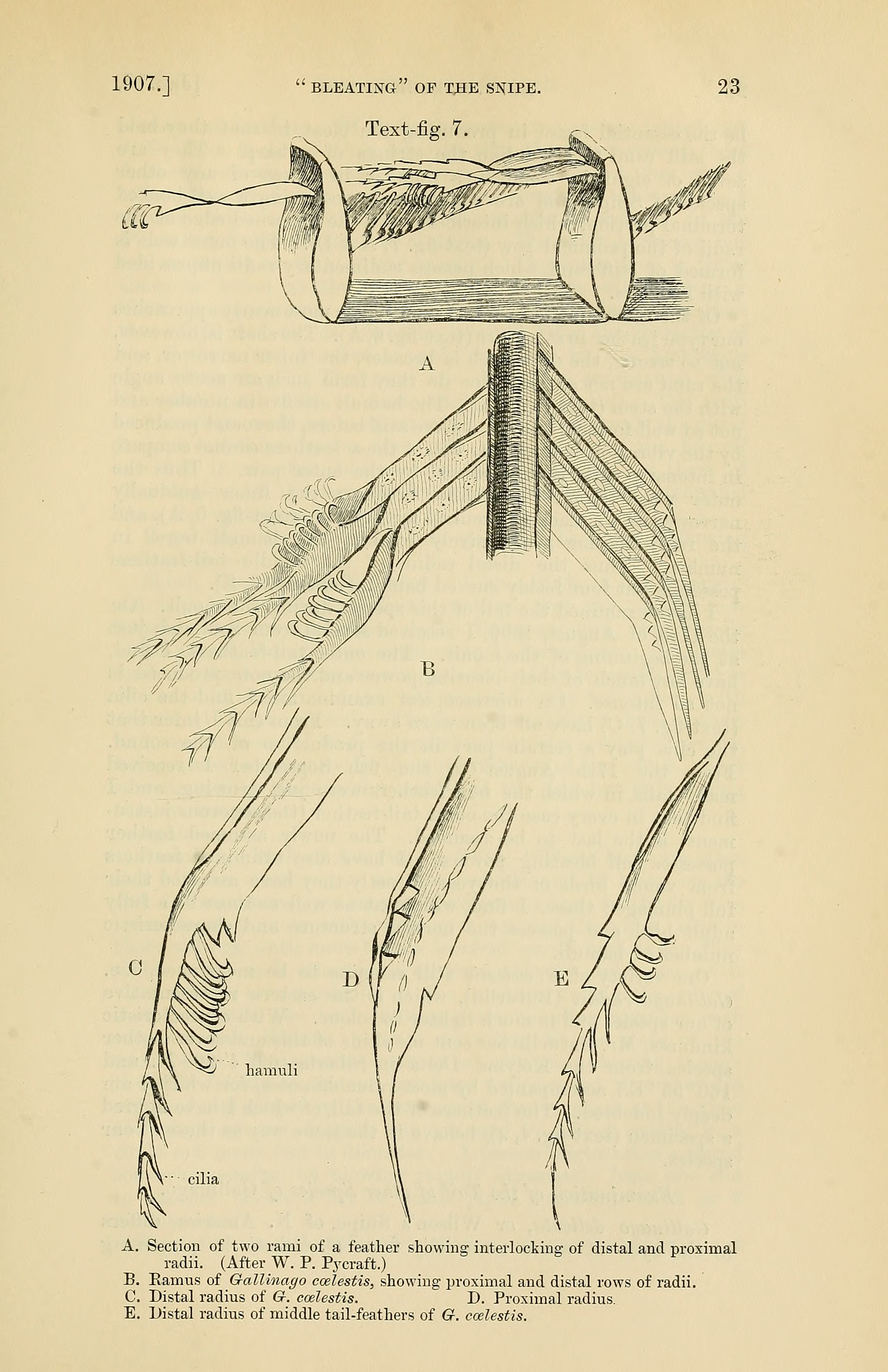
Sie weisen eine besondere Bauart auf und dienen der Klangerzeugung bei der Flugbalz

## Verbreitung
Die Brutverbreitung der Bekassinen erstreckt sich mit Ausnahme von Australien und der Antarktis über alle Kontinente. Den größten Artenreichtum weisen mit jeweils sieben Arten die Paläarktis und die Neotropis auf. Eine Art besiedelt die Nearktis und zwei die Afrotropische Region. Bei den Arten der gemäßigten Zone und des Himalayas handelt es sich größtenteils um Zugvögel, die in der subtropischen und tropischen Zone überwintern. Die Überwinterungsgebiete der Waldbekassine und der Japanbekassine erstrecken sich dabei auch über Teile Australiens.

## Systematik
Im 18. Jahrhundert wurden die zu der Zeit bekannten Bekassinenarten zusammen mit den heutigen Waldschnepfen in die von Linné errichtete Gattung Scolopax gestellt. 1816 wurde von Carl Ludwig Koch eine eigene Gattung mit dem Namen Gallinago vorgeschlagen. Dieser rührt von einer Übersetzung des griechischen Wortes ho scolópax (= Schnepfe) bei Theodoros Gazes her. Das Wort weist eine sprachliche Ähnlichkeit zum lateinischen gallina (= Huhn) auf. In den 1920er-Jahren wurde dann die Priorität des Namens angezweifelt und ab 1950 die erstmals 1801 von Johann Samuel Traugott Frenzel verwendete Bezeichnung Capella als gültig angesehen. Sie bezieht sich auf das teils ziegenartige „Meckern“ der Bekassinen beim Balzflug und bedeutet „kleine Ziege“ oder „Geißlein“. 1952 fand Arthur Francis Hemming heraus, dass Mathurin-Jacques Brisson bereits 1760 in seinem Werk Ornithologia den Namen Gallinago gebraucht hatte. Nach einigen Streitigkeiten setzte sich der 1956 von der International Commission of Zoological Congress erlassene Beschluss, dass der Name Capella Frenzel, 1801 zugunsten von Gallinago Brisson, 1760 unterdrückt werden soll, endgültig durch und ist heute wohl allgemein Konsens.

## Arten
- Einsiedlerbekassine (Gallinago solitaria) – Gebirge der östlichen Paläarktis
- Japanbekassine (G. hardwickii) – nördliches Japan und umliegende Gebiete
- Nepalbekassine (G. nemoricola) – Himalaya
- Spießbekassine (G. stenura) – nördliche Ostpaläarktis
- Waldbekassine (G. megala) – südliche Ostpaläarktis
- Afrikabekassine (G. nigripennis) – östliches und südliches Afrika
- Madagaskarbekassine (G. macrodactyla) – Madagaskar
- Doppelschnepfe (G. media) – Nordosteuropa und westliches Asien
- Bekassine (G. gallinago) – Paläarktis
- Wilsonbekassine (G. delicata) – Nearktis
- Pantanalbekassine (G. paraguaiae) – Südamerika
- Magellanbekassine (G. magellanica) – Südamerika von Chile und Argentinien bis Feuerland und Falklandinseln, 2020 abgespalten von Pantanalbekassine[6][7]
- Punabekassine (G. andina) – Zentralanden
- Nobelbekassine (G. nobilis) – nördliche Anden
- Riesenbekassine (G. undulata) – nördliches und östliches Südamerika
- Kordillerenbekassine (G. stricklandii) – Südanden
- Andenbekassine (G. jamesoni) – Zentral- und Nordanden
- Kaiserbekassine (G. imperialis) – Zentralanden